# Кумейл Нанджіані
Кумейл Нанджіані (англ. Kumail Nanjiani; нар. 21 лютого 1978) — пакистансько-американський актор, сценарист, стендап-комік.

## Біографія
Кумейл Нанджіані народився 21 лютого 1978 року у місті Карачі в Пакистані. Коли Кумейлу було 18 років, він переїхав в США. Там він закінчив у 2001 році Гріннельський коледж, де отримав ступінь з філософії та інформатики. 
Вперше у кінематографі знявся у 2009 році в епізодичній ролі в серіалі «Звіт Колберта». У 2010 році зіграв у фільмі «Життя, як воно є», а у 2011 році Кумейл почав свою участь в серіалах «Франклін та Беш» і «Портландія». Наступного року були роля у фільмі «5 років майже одружені» та у мультсеріалі «Час пригод».
2013 рік для актора запам'ятався стрічкою «Королі літа» і телесеріалами «Телеведучі» та «Пекуча любов». У 2016 році Нанджіані зіграв в картинах «Півтора шпигуна» і «Весільний погром».

## Фільмографія
| Рік       |    | Українська назва                      | Оригінальна назва                | Роль                                                         |
| --------- | -- | ------------------------------------- | -------------------------------- | ------------------------------------------------------------ |
| 2010      | ф  | Життя як воно є                       | Life as We Know It               | Сімон                                                        |
| 2010      | мс | Бридкі американці                     | Ugly Americans                   | Нейландо Пател (серія «Treegasm»)                            |
| 2011      | с  | Світлофор                             | Traffic Light                    | Пол (серія «Where the Heart Is»)                             |
| 2011—2014 | с  | Франклін та Беш                       | Franklin & Bash                  | Піндар Сінгх (31 серія)                                      |
| 2011—2018 | с  | Портландія                            | Portlandia                       | різні ролі (13 серій)                                        |
| 2012      | ф  | 5 років майже одружені                | The Five-Year Engagement         | пакистанський кухар                                          |
| 2012      | мс | Час пригод                            | Adventure Time                   | Прізмо (7 серій)                                             |
| 2013      | ф  | Королі літа                           | The Kings of Summer              | Гарі                                                         |
| 2013      | ф  | Пекельне дитя                         | Hell Baby                        | кабельник                                                    |
| 2013      | ф  | Поганий Міло                          | Bad Milo                         | Боббі                                                        |
| 2013—2015 | с  | Кореспонденти                         | Newsreaders                      | Амір Ларусса (11 серій)                                      |
| 2013      | с  |                                       | Burning Love                     | Закір (17 серій)                                             |
| 2013      | с  | Віце-президент                        | Veep                             | статист (серія «Midterms»)                                   |
| 2013      | с  | Історія п'яних                        | Drunk History                    | вождь лакота (серія «Nashville»)                             |
| 2013      | вг |                                       | The Walking Dead: Season Two     | Реджі                                                        |
| 2014      | ф  |                                       | The Last of the Great Romantics  | Джордж                                                       |
| 2014      | ф  | Секс-відео                            | Sex Tape                         | Пуніт                                                        |
| 2014—2018 | с  | Кремнієва долина                      | Silicon Valley                   | Дінеш Чуктай (46 серій)                                      |
| 2014      | мс | ТріпТанк                              | TripTank                         | Дік Женьє (4 серії)                                          |
| 2014—2015 | мс | Закусочна Боба                        | Bob's Burgers                    | Скіп (2 серії)                                               |
| 2014—2015 | с  | Спільнота                             | Community                        | Кустодіан Лапарі (2 серії)                                   |
| 2015      | ф  | Машина часу в джакузі 2               | Hot Tub Time Machine 2           | Бред                                                         |
| 2015      | ф  | Залежність від Фресно                 | Addicted to Fresno               | Деймон                                                       |
| 2015      | ф  | Привіт, мене звуть Доріс              | Hello, My Name Is Doris          | Насір                                                        |
| 2015      | мф | У пекло і назад                       | Hell and Back                    | Дейв Демон                                                   |
| 2015      | ф  | Страшилки                             | Goosebumps                       | Фореман                                                      |
| 2015      | с  | Брод Сіті                             | Broad City                       | Бенні Калітрі (серія «In Heat»)                              |
| 2015      | мс | Арчер                                 | Archer                           | Фарук Ашкані (серія «Sitting»)                               |
| 2015      | мс | Aqua Teen Hunger Force                | Aqua Teen Hunger Force           | жук Фрілока (серія «Sweet C»)                                |
| 2016      | ф  | Півтора шпигуна                       | Central Intelligence             | Джаред                                                       |
| 2016      | ф  | Весільний погром                      | Mike and Dave Need Wedding Dates | Кіану                                                        |
| 2016      | ф  | Зграя чуваків                         | Flock of Dudes                   | Ро                                                           |
| 2016      | ф  | Пізня квітка                          | The Late Bloomer                 | Річ                                                          |
| 2016      | с  | Цілком таємно                         | The X-Files                      | Паша (серія «Малдер і Скаллі зустрічають дволикого монстра») |
| 2016      | мс | Звірі                                 | Animals.                         | Расті (серія «Dogs»)                                         |
| 2016—2017 | мс | HarmonQuest                           | HarmonQuest                      | Едді Лізард (2 серії)                                        |
| 2017      | ф  | Кохання — хвороба                     | The Big Sick                     | Кумейл Нанджіані                                             |
| 2017      | ф  | Махач вчителів                        | Fist Fight                       | офіцер Мегар                                                 |
| 2017      | мф | Lego Фільм: Ніндзяго                  | The Lego Ninjago Movie           | Джей                                                         |
| 2017      | вг | Mass Effect: Andromeda                |                                  | Ярун Танн                                                    |
| 2017      | вг | Middle-earth: Shadow of War           |                                  | Агонайзер                                                    |
| 2018      | ф  | Качине масло                          | Duck Butter                      | Джейк                                                        |
| 2019      | ф  | Водій для копа                        | Stuber                           | Стью                                                         |
| 2019      | ф  | Люди в чорному: Інтернешнл            | Men in Black: International      | Пішачок                                                      |
| 2020      | ф  | Подорож доктора Дулітла               | The Voyage of Doctor Dolittle    | Плімтон                                                      |
| 2020      | ф  | Закохані голубки                      | The Lovebirds                    | Джибран                                                      |
| 2021      | ф  | Вічні                                 | The Eternals                     | Кінґо                                                        |
| 2023      | мф | Міграція                              | Migration                        | Мак                                                          |
| 2024      | ф  | Мисливці на привидів: Крижана імперія | Ghostbusters: Frozen Empire      | Надім Размааді                                               |
| 2025      | ф  | Елла Маккей                           | англ. Ella McCay                 |                                                              |